# 追良濑站
追良濑站（日语：／ Oirase eki */?）位于青森县西津轻郡深浦町大字追良濑字盐见崎，是东日本旅客铁道（JR東日本）管辖的五能线上的鐵路車站。

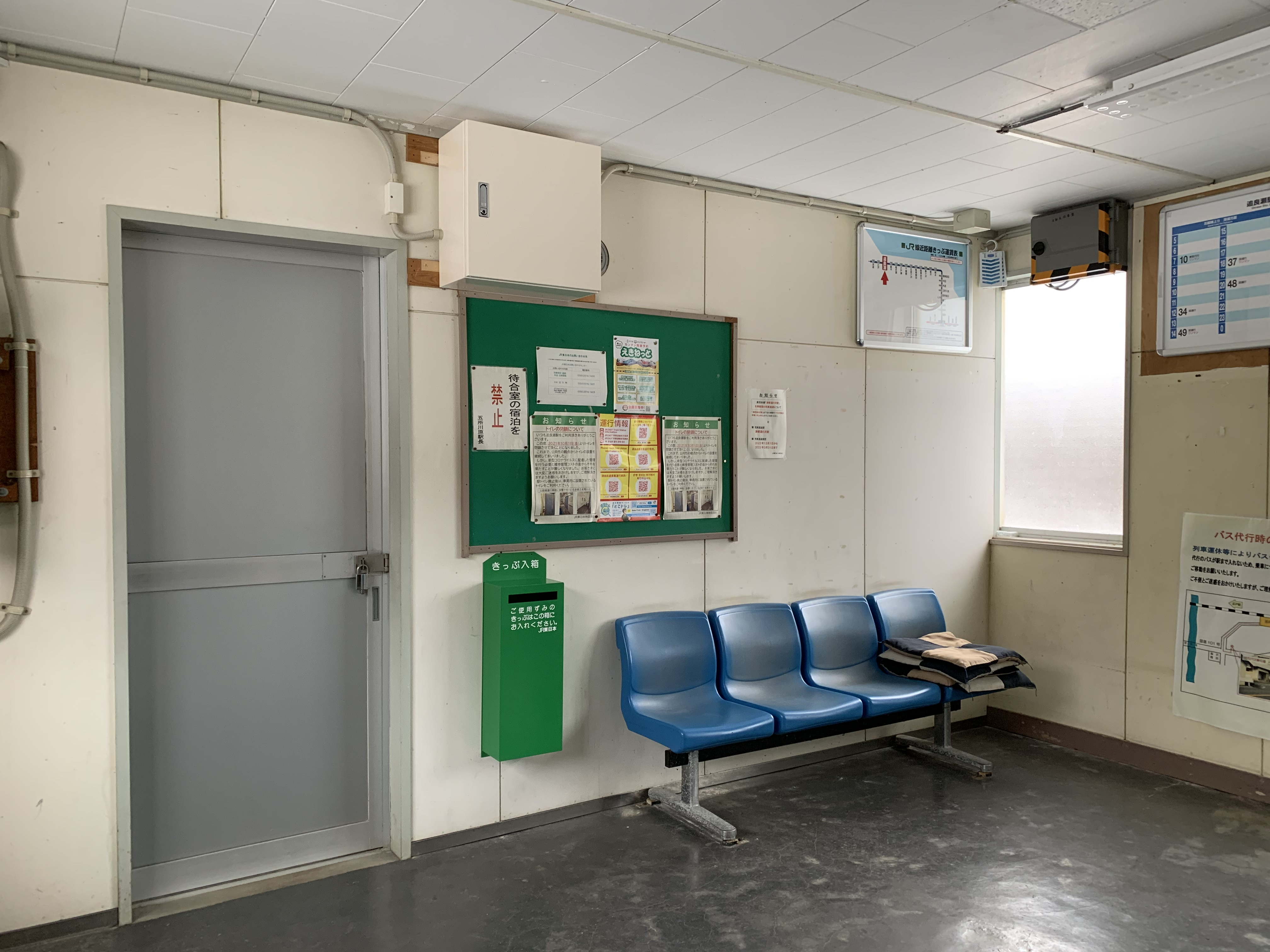
車站內部（2022年12月）

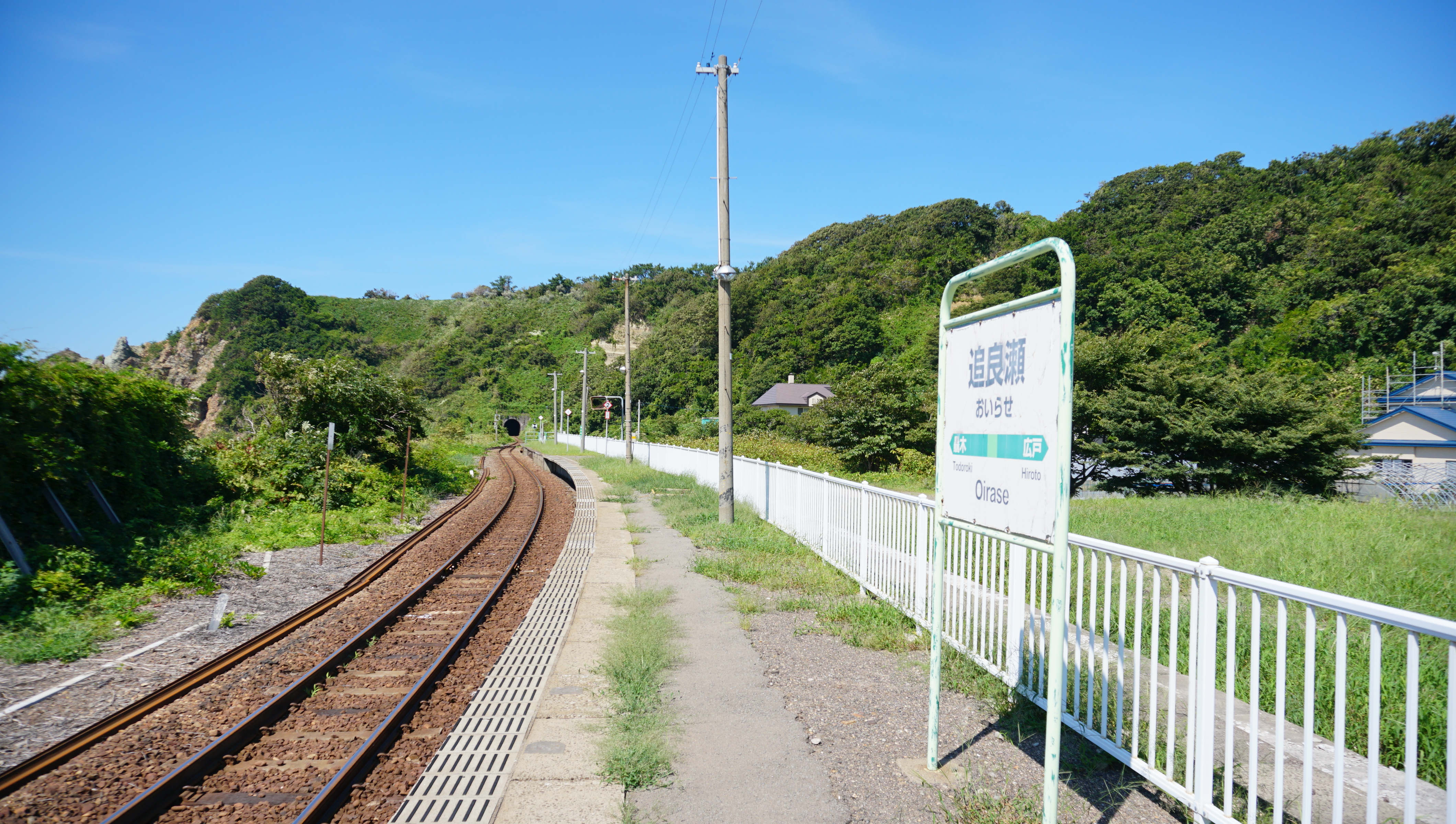
月台（2019年9月）

## 历史
- 1934年12月13日 - 作为日本国有铁道车站投入运营[1]。
- 1986年11月1日 - 伴随岩馆 - 深浦站间变为单闭塞分区，会让作业停止，无人化改造。
- 1987年4月1日 - 国铁分割民营化后成为JR东日本车站。
- 2010年4月1日 - 管理站由深浦站变为五所川原站。

## 车站结构
本站為侧式站台1台1线的地上车站。之前为岛式站台1面2线车站，站内设有通过道口。本站為由五所川原站管理的无人车站。

## 相邻车站
東日本旅客铁道
■五能线
□快速
通过
■普通
广户－追良濑－骉木